# سجده

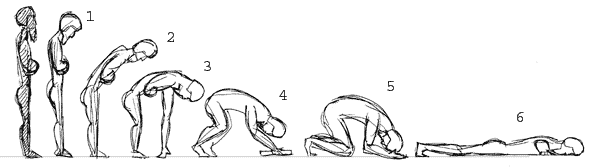
درجات تعظیم و سجده در مسیحیت ارتدکس

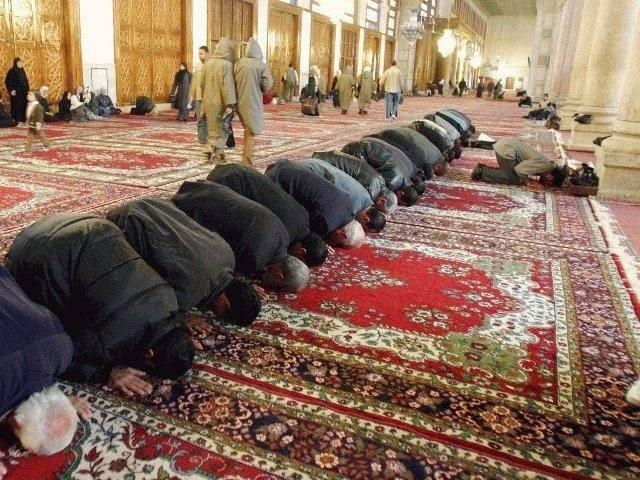
سجده در نماز مسلمانان

سجده در واژه به معنی سر برزمین نهادن و پیشانی بر زمین نهادن و در عمل حرکتی برای قرار دادن بدن در ژست دمرو برای نشان دادن احترام یا مطیع‌بودن است.

## سجده در اسلام
در میان دین اسلام سجده مخصوص خدا و برای پرستش اوست و سجده برای غیر او جایز نیست. در اسلام سجده عبادت محسوب شده و یکی از ارکان نماز می‌باشد.
قرآن سجده را از زمان آدم مرسوم می‌داند و اسلام حقیقت آن را مخصوص خدا دانسته و سجده برای غیر خدا را به واسطه اشتباه در مصداق حقیقی می‌داند.